# Cicindèle champêtre
Cicindela campestris
Espèce
Synonymes
- Buprestis campestris (Linnaeus, 1758) Olivier (1790)[2],[3],[4]

La Cicindèle champêtre (Cicindela campestris) est une espèce de coléoptères verts, parfois bleuâtres, plus rarement noirâtres. C'est un insecte chasseur redoutable d'une grande rapidité et d'un appétit féroce. Elle attrape ses proies à la course et effectue des vols courts en cas de danger. Sa larve, également carnivore, vit dans un terrier vertical où elle attend qu'une proie passe à sa portée.

## Taxinomie
Plusieurs sous-espèces sont reconnues :
- Cicindela campestris atlantis (Mandl 1944)
- Cicindela campestris balearica (Sydow 1934)
- Cicindela campestris cyprensis (Hlisnikowsky 1929)
- Cicindela campestris nigrita (Dejean 1825)
- Cicindela campestris olivieria (Brullé 1832)
- Cicindela campestris palustris (Motschulsky 1840)
- Cicindela campestris pontica (Fischer von Waldheim 1825)
- Cicindela campestris saphyrina (Gené 1836)
- Cicindela campestris siculorum (Schilder 1953)
- Cicindela campestris suffriani (Loew 1943)
- Cicindela campestris calabrica  (Mandl 1944)

## Habitat
Ce coléoptère fréquente les milieux ouverts.

## Comportement
Période d'apparition des adultes : mars à septembre.
Les impressionnantes mandibules de la cicindèle saisissent les proies avec l'efficacité d'une paire de tenailles arrachant un clou.

## Répartition
Cet insecte peuple toute l'Europe.[réf. nécessaire]

## Philatélie
Ce coléoptère figure sur une émission de la République démocratique allemande de 1968 (valeur faciale : 10 p.).

## Littérature
- L'écrivain et entomologiste allemand Ernst Jünger a écrit plusieurs textes sur les cicindèles.
- Kōbō Abe, au début du roman La femme des sables, fait chercher à son héros, collectionneur d'insectes, des cicindèles.
- Henri Vincenot dans le troisième recueil Récits des friches et des bois écrit : « Nous voyions évoluer les chenilles et les cicindèles, ces dernières creusaient autour de moi leurs petites trappes, s'y cachaient et attendaient ainsi dissimulées, les sauterelles multicolores, les criquets et les scarabées pour les dévorer après les avoir cisaillés de leurs pinces grotesques ».
- Dans le manga "Arachnid" de Shinya Murata et Shinsen Ifuji,l'héroïne, Fujii Alice se bat contre un tueur du Clan portant le nom de "Cicindèle", celui-ci utilise des attaques similaires aux techniques de chasse de l'insecte.(Shinya Murata nous indique plusieurs fois dans les avant-propos être fasciné par le monde des insectes)
- Dans le roman " La bête faramineuse" de Pierre Bergounioux, il est écrit " Nous rencontrions de plus en plus d'insectes, des papillons noirs, quelconques, mais aussi l'éclair bleu, insaisissable, du Grand Mars. Les cicindèles semblaient naître du sable".